# St.-Philippus-Kirche (Hannover)

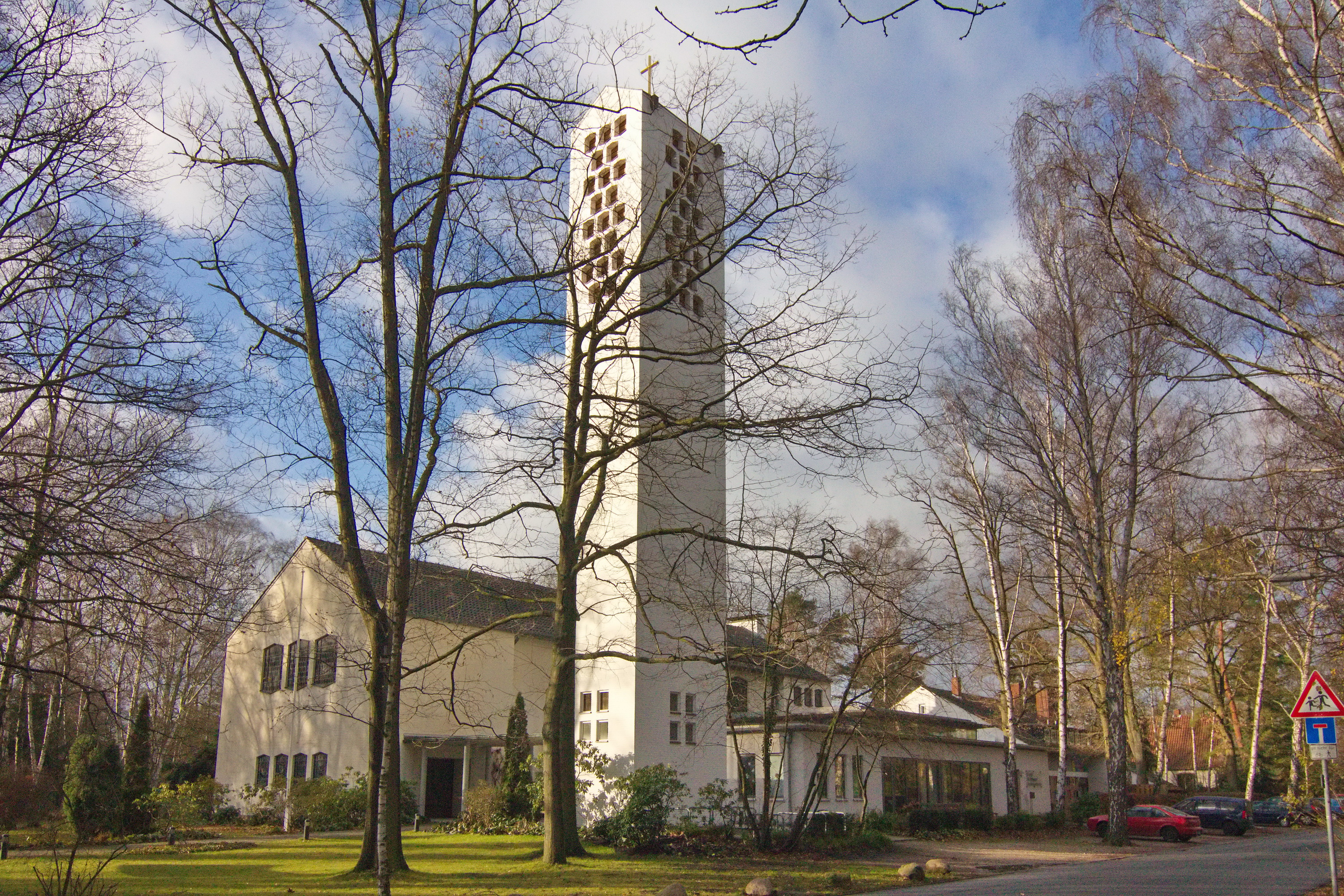
St. Philippus-Kirche

Die evangelisch-lutherische St. Philippus-Kirche in Hannover-Isernhagen-Süd ist die Kirche der Kirchengemeinde Isernhagen-Süd, die 1954 gegründet wurde.

## Geschichte
Der Grundstein für die Kirche wurde am 6. November 1960 gelegt, am 11. März 1963 folgte die Weihe und Ingebrauchnahme durch den damaligen Landesbischof Hanns Lilje. Der Entwurf des in der Architektur sparsam und klar gegliederten Kirchenbaus stammt von dem Architekten und Stadtbaurat Hanns Bettex unter der Mitarbeit des Architekten Müller-Krumwiede.
Vor 1960 war für die Gemeinde eine Behelfskirche eingerichtet worden. 
Die Kirche ist verlässlich geöffnet.

## Kunst
Die kupfergetriebene Doppeltür des Bildhauers Peter Greve zeigt auf der rechten Seite eine Darstellung der Speisung der Fünftausend, mit Christus, Brot und Fisch; die linke Seite zeigt Philippus, Nathanael und andere durch Philippus zum Glauben gekommenen Griechen.
Im Kirchenvorraum sind auf der linken Seite vier Buntglasfenster des Künstlers Heinz Bohatschek, die Abbildungen berühmter Worte aus dem Johannes-Evangelium zum Thema haben: Ich bin der Weg (Joh. 14,6) – Ich bin die Tür (Joh. 10,7) – Ich bin das Licht (Joh. 8,12) – Ich bin der rechte Weinstock (Joh. 15,5).
Des Weiteren ist ein Glasbild mit Jesus, Maria und Martha zu sehen, das vor 1900 in der Glaswerkstatt Gustav van Treeck in München entstanden ist und früher die Ostwand einer oberbayrischen Friedhofskapelle geschmückt hat.
Der in Muschelkalk gehauene Taufstein stammt von Ingeborg Steinohrt.
Altar
Der schlicht gehaltene Altar besteht aus Sandstein. Über dem Altar schwebt ein Triumphkreuz des Künstlerehepaares Resl Schröder-Lechner (geb. 1910) und Heinrich Schröder (geb. 1913) aus Gohfeld bei Löhne. Auf dem Altar steht ein Meditationskreuz und ein hängender Gottessohn von Resl Schröder-Lechner.

## Glocken
Im Kirchturm hängt ein vierstimmiges Glockengeläut aus Bronze, das von Friedrich Wilhelm Schilling in Heidelberg gegossen wurde.
| Glocke | Name            | Gewicht | Schlagton | Aufschrift                                                                      |
| ------ | --------------- | ------- | --------- | ------------------------------------------------------------------------------- |
| 1      | Friedensglocke  | 620 kg  | g′        | Ich will euch guten Frieden geben an diesem Ort. Jer. 14,13                     |
| 2      | Ewigkeitsglocke | 414 kg  | b′        | Lehre uns bedenken, daß wir sterben müssen, auf daß wir klug werden. Ps. 90,12  |
| 3      | Trauglocke      | 282 kg  | c″        | Glaube an den Herrn Jesus Christus, so wirst du und dein Haus selig. Apg. 16,31 |
| 4      | Taufglocke      | 167 kg  | es″       | Selig sind, die reinen Herzens sind, denn sie werden Gott schauen. Matth. 5,8   |

## Gemeinde
Nach dem Bau der Behelfskirche wurde 1957 ein Kindergarten errichtet. Es folgten der Bau eines Pfarrhauses und 1972 schließlich das Gemeindehaus. Das Grundstück, auf dem Gemeindehaus und Pfarrhaus stehen, wurde 2006 verkauft. Nachdem 2007 ein neues Gemeindehaus errichtet worden war, wurden das alte Gemeindehaus und das Pfarrhaus 2008 abgerissen. 
Das neue von den Architekten Eckard und Johannes Rechenbach geplante Gemeindehaus ist ein transparentes, einladendes für verschiedenste Veranstaltungen ausgelegtes Gebäude. Der Gemeindesaal ist teilbar und mit einem umlaufenden gläsernen Lichtband versehen. Der Saal ist höher gelegen als das restliche Gebäude und überragt die um den Saal herum gruppierten Büro- und Nebenräume.